# Seleção Turca de Voleibol Masculino
A seleção turca de voleibol masculino é uma equipe europeia composta pelos melhores jogadores de voleibol da Turquia. A equipe é mantida pela Federação Turca de Voleibol (em turco:  Turkiye Voleybol Federasyonu, TVF). Encontra-se na 14ª posição do ranking mundial da FIVB segundo dados de 18 de setembro de 2023.

## Resultados obtidos nos principais campeonatos

### Jogos Olímpicos
A seleção turca nunca participou dos Jogos Olímpicos.

### Campeonato Mundial
| Ano  | Sede                | Classificação |
| ---- | ------------------- | ------------- |
| 1956 | França              | 22º           |
| 1998 | Japão               | 19º           |
| 2022 | Eslovênia / Polónia | 11º           |

### Copa do Mundo
A seleção turca nunca participou da Copa do Mundo.

### Copa dos Campeões
A seleção turca nunca participou da Copa dos Campeões.

### Liga das Nações
| Ano  | Sede   | Classificação |
| ---- | ------ | ------------- |
| 2024 | Łódź   | 16º           |
| 2025 | Ningbo | 17º           |

### Liga Mundial
| Ano  | Sede           | Classificação |
| ---- | -------------- | ------------- |
| 2014 | Florença       | 22º           |
| 2015 | Rio de Janeiro | 25º           |
| 2016 | Cracóvia       | 16º           |
| 2017 | Curitiba       | 23º           |

### Campeonato Europeu
| Ano  | Sede                                            | Classificação |
| ---- | ----------------------------------------------- | ------------- |
| 1958 | Tchecoslováquia                                 | 12º           |
| 1963 | Roménia                                         | 11º           |
| 2007 | Rússia                                          | 15º           |
| 2009 | Turquia                                         | 13º           |
| 2011 | Áustria / Chéquia                               | 11º           |
| 2013 | Dinamarca / Polónia                             | 14º           |
| 2017 | Polónia                                         | 11º           |
| 2019 | Bélgica / Eslovênia / França / Países Baixos    | 12º           |
| 2021 | Chéquia / Estónia / Finlândia / Polónia         | 10º           |
| 2023 | Bulgária / Israel / Itália / Macedônia do Norte | 13º           |

### Challenger Cup
| Ano  | Sede | Classificação |
| ---- | ---- | ------------- |
| 2022 | Seul | 2º            |
| 2023 | Doha | 1º            |

### Liga Europeia
| Ano  | Sede         | Classificação |
| ---- | ------------ | ------------- |
| 2004 | Opava        | 5º            |
| 2005 | Cazã         | 4º            |
| 2006 | Esmirna      | 4º            |
| 2007 | Portimão     | 5º            |
| 2008 | Bursa        | 3º            |
| 2009 | Portimão     | 5º            |
| 2010 | Guadalaxara  | 3º            |
| 2011 | Košice       | 11º           |
| 2012 | Ancara       | 2º            |
| 2013 | Marmaris     | 4º            |
| 2014 | Podgoritza   | 8º            |
| 2015 | Wałbrzych    | 6º            |
| 2018 | Karlovy Vary | 3º            |
| 2019 | Tallinn      | 1º            |
| 2021 | Kortrijk     | 1º            |
| 2022 | Varaždin     | 2º            |
| 2023 | Zadar        | 1º            |

### Jogos Europeus
| Ano  | Sede | Classificação |
| ---- | ---- | ------------- |
| 2015 | Bacu | 5º            |

## Medalhas
| Evento                | Ouro | Prata | Bronze | Total |
| --------------------- | ---- | ----- | ------ | ----- |
| Jogos Olímpicos       | 0    | 0     | 0      | 0     |
| Campeonato Mundial    | 0    | 0     | 0      | 0     |
| Copa do Mundo         | 0    | 0     | 0      | 0     |
| Copa dos Campeões     | 0    | 0     | 0      | 0     |
| Liga Mundial          | 0    | 0     | 0      | 0     |
| Liga das Nações       | 0    | 0     | 0      | 0     |
| Campeonato Europeu    | 0    | 0     | 0      | 0     |
| Liga Europeia         | 2    | 1     | 3      | 6     |
| Jogos Europeus        | 0    | 0     | 0      | 0     |
| Jogos do Mediterrâneo | 0    | 4     | 4      | 8     |
| Total                 | 2    | 5     | 7      | 14    |

## Elenco atual
Atletas convocados para integrar a seleção turca no Campeonato Mundial de 2022.
Técnico:  Nedim Özbey
| Camisa | Nome                  | Posição    | Altura (m) | Peso (kg) | Clube atual                   |
| ------ | --------------------- | ---------- | ---------- | --------- | ----------------------------- |
| 3      | Metin Toy             | Oposto     | 2,03       | 104       | Bursa Büyükşehir Belediyespor |
| 5      | Baturalp Burak Güngör | Ponteiro   | 1,91       | 85        | Spor Toto Spor Kulübü         |
| 6      | Arda Bostan           | Levantador | 1,91       | 78        | Fenerbahçe HDI Sigorta        |
| 8      | Burutay Subaşı        | Ponteiro   | 1,94       | 99        | Arkas Spor                    |
| 9      | Mirza Lagumdzija      | Oposto     | 2,07       | 84        | Arkas Spor                    |
| 10     | Arslan Ekşi           | Levantador | 1,99       | 93        | Ziraat Bankası Ankara         |
| 12     | Adis Lagumdzija       | Oposto     | 2,11       | 108       | Modena Volley                 |
| 14     | Faik Samet Güneş      | Central    | 2,03       | 96        | Ziraat Bankası Ankara         |
| 19     | Berkay Bayraktar      | Líbero     | 1,90       | 80        | Ziraat Bankası Ankara         |
| 24     | Ahmet Tümer           | Central    | 2,03       | 90        | Fenerbahçe HDI Sigorta        |
| 25     | Kaan Gürbüz           | Oposto     | 1,99       | 70        | Fenerbahçe HDI Sigorta        |
| 53     | Volkan Döne           | Líbero     | 1,82       | 88        | Halkbank Ankara               |
| 66     | Doğukan Ulu           | Central    | 2,01       | 94        | Halkbank Ankara               |
| 77     | Bedirhan Bülbül       | Central    | 2,01       | 96        | Ziraat Bankası Ankara         |